# 常石三保造船
常石三保造船株式会社（つねいしみほぞうせん）は、静岡県静岡市清水区に本社・造船所を置く造船・船舶修繕事業者である。日本中小型造船工業会の会員企業である。

## 概要
1919年（大正8年）に、遠洋漁船の建造・修理を主たる事業として株式会社三保造船所の社名で創業した。以来、日本国内における漁船の主要造船企業としての地位を占め、漁船以外にも貨物船や官公庁船にも事業を拡大した。1980年代には水産業の不振等を背景に業績が悪化し、1996年（平成8年）に会社更生法の適用を申請するに至るが、2014年（平成16年）に更生手続きを終結し、再建を完了した。その後、2016年（平成18年）にツネイシホールディングスと資本関係を強化し、常石グループの傘下に入った。以後も引き続き、大型漁船を中心に各種船舶の建造・修理を行っている。2025年（令和7年）に常石三保造船株式会社に商号変更した。
漁船建造技術の高さ・豊富な建造実績等から、様々な先進的な漁船の建造を受注することも多く、建造船は日本船舶海洋工学会のシップ・オブ・ザ・イヤー2006年・2010年・2013年の漁船・作業船部門賞を受賞している。

## 主要設備
- 第1船台：110.2m×22m 収容能力600GT[3][5]
- 第2船台：120.0m×16m 収容能力800GT[3][5]
- 第3船台：125.0m×22m 収容能力2,000GT[3][5]
- 第5修理船架：60m×9m 収容能力600GT[3][5]
- 第6修理船架：60m×9m 収容能力700GT[3][5]
- 乾ドック：95m×16m 収容能力2,500GT[3][5]

## 沿革
- 1919年（大正8年）5月30日 - 株式会社三保造船所設立[3][4][5]。
- 1971年（昭和46年） - 日本初の海外まき網漁船を建造[4]。
- 1996年（平成8年） - 会社更生法の適用を申請[4]。
- 2013年（平成25年）7月 - 日本初の北欧型遠洋トロール漁船となる第五十一開洋丸[11]が竣工、船主の八戸機船漁業協同組合（運用は開洋漁業（株））に引き渡し[10][12]。
- 2014年（平成16年） - 更生手続きを終結し、再建を完了[4]。
- 2016年（平成18年） - ツネイシホールディングスと資本関係を強化し、常石グループの傘下に入る[4]。
- 2025年（令和7年）
  - 6月30日 - 常石三保造船株式会社に商号変更[7]。
  - 7月17日 - 9月1日付での新潟造船との統合を発表[13]。